# أبو الحسن صبا
أبو الحسن صبا (15 أبريل 1902 - 19 ديسمبر 1957) موسيقار وعازف كمان إيراني من أساتذة الموسيقى الإيرانية. دفن في مقبرة ظهير الدولة.

## نشأته
ولد أبو الحسن صبا في طهران، وهو ابن أبوالقاسم كمال السلطنة في عائلة فنية وموسيقية . ابوه كان طبيبا ومن محبي الفن والأدب وو كان هو المعلم الأول لأبوالحسن صبا.
بعدها انتقل ليتعلم الموسيقى بشكل أوسع عند الأستاذ الموسيقارميرزا عبدالله فراهاني ودرويش خان وعلينقي وزيري . تعلم عزف على آلة سه تار من حسين هنك آفرين وكمان من حسين إسماعيل زاده وتعلم عزف على آلة سنطور من أكبر خان .
منذ حداثة ذهب إلى مدرسة كمال الملك وتعلم فن الرسم . كان صديقا لكبار الأدباء اليرانين آنذاك مثل صادق هدايت وشهريار (شاعر).

## وصلات خارجية
- أبو الحسن صبا على موقع ميوزك برينز (الإنجليزية)
- أبو الحسن صبا على موقع ديسكوغز (الإنجليزية)
- http://www.bbc.co.uk/persian/arts/story/2007/12/071218_ah-mk-saba.shtml
- http://www.sama3y.net/forum/showthread.php?t=94987&page=4